# Resolutie 629 Veiligheidsraad Verenigde Naties
Resolutie 629 van de Veiligheidsraad van de Verenigde Naties werd op 16 januari 1989 unaniem aangenomen. De Veiligheidsraad besloot dat de uitvoering van resolutie 435 uit 1978 op 1 april 1989 van start zou gaan. Dat moest leiden tot Zuidwest-Afrika's onafhankelijkheid van Zuid-Afrika.

## Achtergrond
Het mandaat dat Zuid-Afrika over Zuidwest-Afrika had gekregen, werd in de jaren zestig door de Verenigde Naties ingetrokken. Zuid-Afrika weigerde echter Namibië te verlaten. Het Zuid-Afrikaanse bestuur aldaar werd illegaal verklaard en Zuid-Afrika kreeg sancties opgelegd. Eind jaren zeventig leek de onafhankelijkheid van Namibië dan toch in zicht te komen en er werd gewerkt aan de organisatie van verkiezingen.

## Inhoud
De Veiligheidsraad:
- bevestigt de relevante resoluties, in het bijzonder de resoluties 431 en 435;
- neemt nota van resolutie 628;
- merkt op dat de partijen van het Protocol van Brazzaville overeenkwamen om 1 april 1989 aan te bevelen aan secretaris-generaal Javier Pérez de Cuéllar als datum voor de uitvoering van resolutie 435, waarmee Zuid-Afrika zich zou terugtrekken uit Angola en aldus de weg vrij gemaakt zou worden voor een onafhankelijk Namibië;
- erkent de vooruitgang in het Zuidwest-Afrikaanse vredesproces;
- is bezorgd over de vergroting van de politie- en legermacht in Zuidwest-Afrika sinds 1978 en benadrukt de noodzaak aan omstandigheden waarin vrije eerlijke verkiezingen onder VN-controle kunnen plaatsvinden;
- merkt ook op dat deze ontwikkelingen tot een herziening van de VN-Overgangsassistentiegroep nopen om diens mandaat te vervullen door de grenzen te bewaken, infiltratie en intimidatie te voorkomen en de veilige terugkeer van vluchtelingen en hun vrije deelname aan de verkiezingen te verzekeren;
- herinnert aan zijn goedkeuring van de secretaris-generaals verklaring op 29 september 1978;
- is vastberaden om de snelle onafhankelijkheid van Namibië te verzekeren via vrije eerlijke verkiezingen;
- bevestigt de verantwoordelijkheid van de VN voor Namibië;

1. beslist dat de uitvoering van resolutie 435 op 1 april zal beginnen;
2. vraagt de secretaris-generaal verder te werken aan het bereiken van een staakt-het-vuren tussen de SWAPO en Zuid-Afrika;
3. roept Zuid-Afrika op om de politiemacht in Namibië onmiddellijk en substantieel te verminderen tot er een redelijke balans is met de VN-Overgangsassistentiegroep;
4. bevestigt ieders verantwoordelijkheid om samen te werken aan de uitvoering van het overeengekomen plan.
5. vraagt de secretaris-generaal om zo snel mogelijk te rapporteren over de uitvoering van resolutie 435.
6. vraagt de secretaris-generaal ook om te bekijken of kosten kunnen worden bespaart bij de (Overgangsassistentie)Groep.
7. roept de lidstaten op om te bekijken hoe ze Namibië tijdens de overgangsperiode en na de onafhankelijkheid economisch en financieel kunnen helpen.

## Verwante resoluties
- Resolutie 566 Veiligheidsraad Verenigde Naties (1985)
- Resolutie 601 Veiligheidsraad Verenigde Naties (1987)
- Resolutie 632 Veiligheidsraad Verenigde Naties
- Resolutie 640 Veiligheidsraad Verenigde Naties

Lijst ·  627 ·  628 ·  629 ·  630 ·  631 ·  632 ·  633 ·  634 ·  635 ·  636 ·  637 ·  638 ·  639 ·  640 ·  641 ·  642 ·  643 ·  644 ·  645 ·  646